# Tarna spojka
Tarna spojka ili kvačilo je spojka koja služi za povremeno uključivanje u rad radnog (gonjenog) stroja pri neprekidnom radu pogonskog stroja. Kod ukapčanja (pokretanja) dolazi do klizanja pri čemu se gubi snaga, koja se pretvara u toplinu, a pokazuje se kao veće ili manje trošenje ploha. U normalnom pogonu brzine se moraju izjednačiti i spojke rade bez klizanja. Vrlo slične po konstrukciji (a često identične) su tarne kočnice.
Tarne spojke mogu biti:
- Kandžasta tarna spojka
- Pločasta tarna spojka
- Radijalna tarna spojka
- Tarna spojka s jednom lamelom
- Tarna spojka s više lamela

## Način rada
Bez obzira na konstrukciju, moment vrtnje, odnosno snaga koju prenose ove spojke zavisna je od tlačne sile usmjerene okomito na tarnu površinu spojke i od koeficijenta trenja. Pri tome su mjerodavni koeficijenti trenja gibanja, a ne mirovanja, jer se te spojke uključuju uz međusobno klizanje tarnih površina, sve dok se ne spoje, to jest do prestanka klizanja. Osim toga, treba još razlikovati koeficijente trenja pri gibanju po suhim i po podmazanim, odnosno po vlažnim tarnim površinama, a to znači da je bitno da li se površine spojke podmazuju ili ne. Koeficijenti trenja “na suho” su uvijek veći od onih “na vlažno”.
Za rad tarnih spojki vrlo je bitna količina topline koja se razvija u spojci, a ona je obično vrlo velika. Trošenje tarnih spojki i zagrijavanje su glavni nedostaci tarnih spojki, jer se često uključuju za vrijeme rada. Zbog vibracija, potisnih i centrifugalnih sila, te zbog zagrijavanja zbog trenja, tarne spojke se ubrajaju strojne dijelove u pogonskom sklopu koje su izložene najvećim opterećenjima.

### Podjela tarnih spojki po načinu uključivanja
Po načinu uključivanja razlikujemo više vrsti tarnih spojki:
- tarne spojke s ručnim uključivanjem
- elektromagnetske tarne spojke s elektromagnetskim uključivanjem
- hidrauličke tarne spojke s hidrauličkim uključivanjem
- pneumatske tarne spojke s pneumatskim uključivanjem

## Automobilske tarne spojke
Automobilske tarne spojke su uglavnom tarne spojke s više lamela ili s jednom lamelom. Standardne lamele imaju obično ugrađene opruge, pa je spojka ujedno i elastična. Susjedne lamele tvore tarni par. Neki tarni parovi rade isključivo u ulju, kao što je kaljeni čelik/ kaljeni čelik, gdje ulje pospješuje odvođenje topline trenja. Drugi tarni parovi rade isključivo bez ikakvog maziva, kao što je organska obloga/sivi lijev. Ima tarnih parova koji rade i u prisustvu maziva i bez njega, kao što je sinter bronca/ čelik. 
Razlikujemo dva slučaja kod automobilskih tarnih spojki: kad je uključni moment spojke manji od najvećeg momenta sile pogonskog stroja i drugi kad je uključni moment spojke veći od najvećeg momenta sile pogonskog stroja. U drugom slučaju se dodaje zamašnjak na strani pogonskog sloja, da ne bi došlo do neželjenog smanjenja brzine pogonskog stroja. Kod višelamelnih spojki prva je lamela odrivna i deblja od drugih lamela, da bi prvi tarni par pri jednakom porastu temperature mogao akumulirati više topline od drugog tarnog para.

## Poveznice
- Lamelna spojka